# Повіт Ісава
Пові́т Іса́ва (яп. 胆沢郡, いさわぐん, МФА: [isawa guɴ]) — повіт у префектурі Івате, Японія.